# 紫果蒲公英
紫果蒲公英（学名：Taraxacum sumneviczii）是菊科蒲公英属的植物。分布在俄罗斯、吉尔吉斯斯坦、哈萨克斯坦以及中国大陆的新疆等地，生长于海拔2,200米至2,600米的地区，多生在河漫滩草甸及森林草甸，目前尚未由人工引种栽培。